# Väderstad

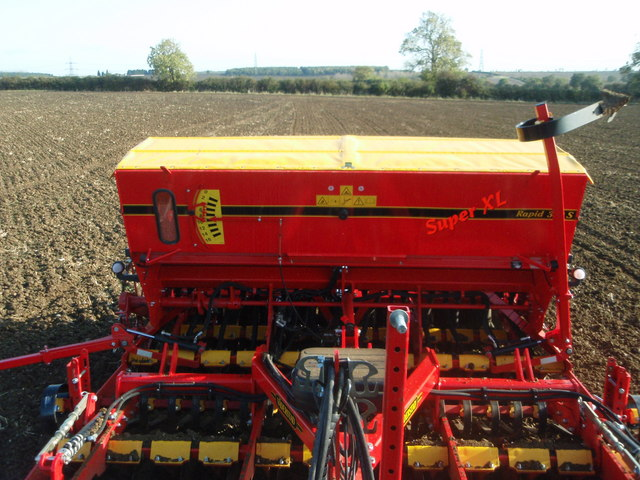
Drillmaschine

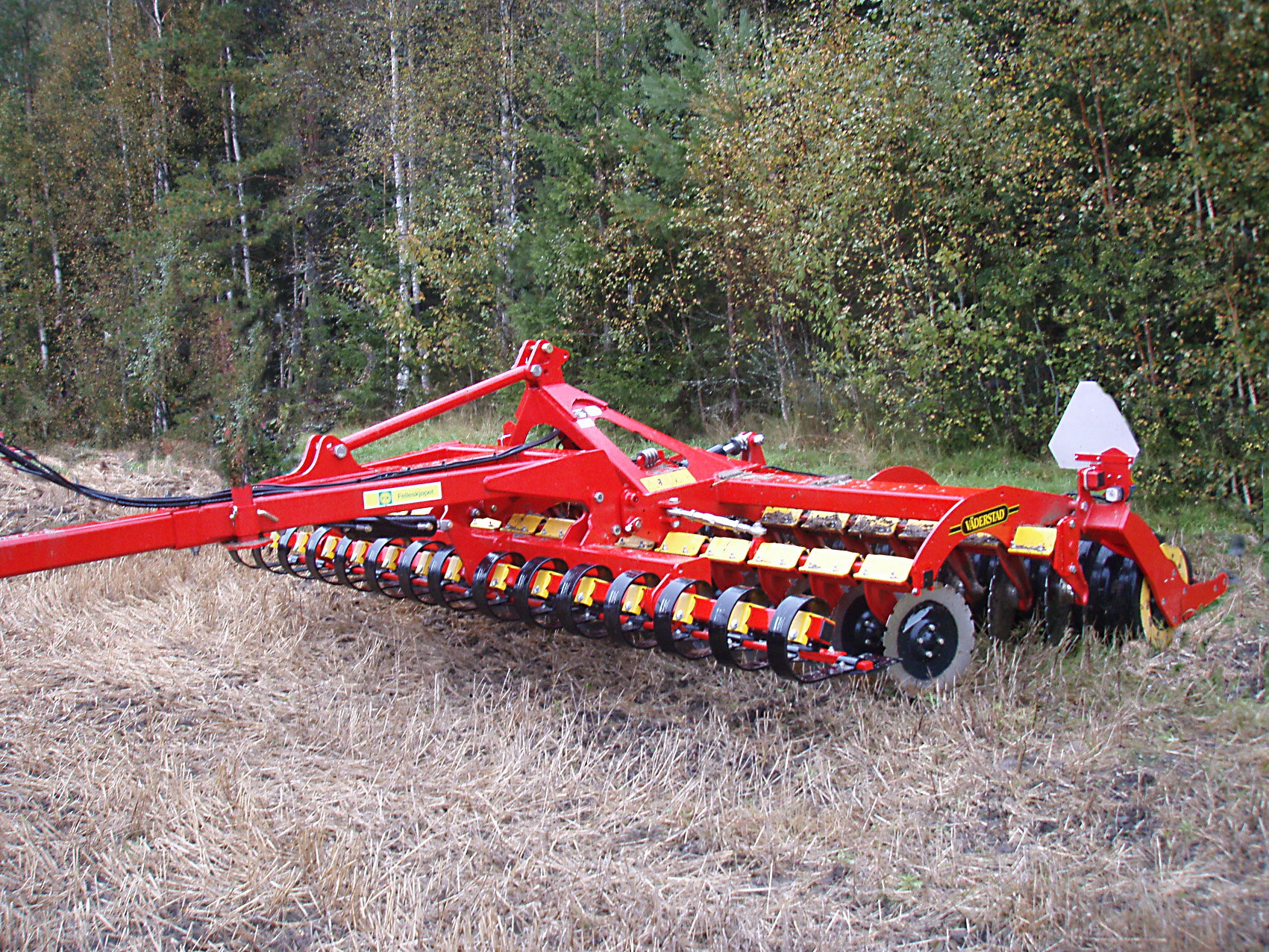
Scheibenegge

Väderstad-Verken AB ist ein Landmaschinenhersteller mit Sitz in Väderstad, in der schwedischen Gemeinde Mjölby. Das Unternehmen hat einen Jahresumsatz von etwa 420 Millionen Euro, der von rund 1900 Mitarbeitern erwirtschaftet wird.

## Produkte
Die Produktgruppen bestehen aus Einzelkornsätechnik, Drillmaschinen sowie aus Bodenbearbeitungsgeräten. Bei der Bodenbearbeitung bietet Väderstad verschiedene Grubberbauarten,  sowie Walzen an.

## Geschichte
Die Unternehmensgeschichte beginnt im Jahr 1962, in dem Rune und Siw Stark Probleme mit dem schweren Boden rund um Väderstad hatten. Es war üblich, dass man den Boden mit einem Holzbalken abschleppte. Dieser musste jedoch jedes Jahr aufgrund von Verschleiß erneuert werden, so dass die Stark’s eine Stahlversion mit verstellbarem Angriffswinkel bauten. Mit dem Bau des Gerätes für benachbarte Landwirte begann die Landtechnikproduktion.
1966 wandelte man die Schleppe in eine Art Grubber um, und entwickelte gleichzeitig eine klappbare Version mit größerer Arbeitsbreite.
1967 zog man von der Scheune in eine größere Werkstatt. Da die einzige Telefonleitung oft besetzt war, nutzten Kunden Telegramme, um mit dem damaligen Chef Rune Stark in Kontakt zu treten.
1972 wurde der heutige Produktionsstandort bezogen. Das Unternehmen nannte sich von nun an Väderstad-Verken AB. Da der Frühsommer 1975 vergleichsweise trocken war, bewährten sich die schweren Väderstad-Geräte nun auch auf deutschem Boden in Schleswig-Holstein.
Die Eisenbahn Mjölby-Väderstad war in den Anfangszeiten des Unternehmens entscheidend für den Material- sowie den Maschinentransport. Wegen finanzieller Probleme wurde deren Betrieb im Jahr 1990 eingestellt.
Ebenfalls 1990 stellte das Unternehmen seine ersten Drillmaschinen vor.
Väderstad kaufte 2006 49 % des kanadischen Herstellers Seed Hawk, der nach eigenen Angaben die breitesten Drillmaschinen der Welt baut. Der Exportanteil liegt bei rund 85 %.
Am 24. April 2013 konnte man mit einer Einzelkornsämaschine vom Typ Tempo einen Weltrekord bei der Mais-Saat aufstellen.